# 张子枫
张子枫（2001年8月27日—），河南省三门峡市人，中国大陸女演员。2010年参演馮小剛導演电影《唐山大地震》獲百花獎最佳新人獎。2018年参演《你好，之华》獲提名第55届金马奖最佳女配角獎。2018年與彭昱暢合作電影《快把我哥帶走》累計票房3.75億。2019年1月4日，张子枫当选中国电影频道评选的演技派新生代四小花旦。2019年8月，获2019福布斯中国100名人榜，并在10月17日入选福布斯中国30岁以下精英榜。2020年以北電艺考全國第三名考進北京电影学院。2023年憑著《我的姐姐》獲得第19屆中國電影華表獎優秀女演員獎，成為華表獎有史以來最年輕的影后。

## 影視作品

### 电影
| 首映日期 | 劇名                 | 角色                | 備註                 |
| -------- | -------------------- | ------------------- | -------------------- |
| 2009年   | 《武術之少年行》     | 客串                |                      |
| 2010年   | 《唐山大地震》       | 方登(童年)          |                      |
| 2010年   | 《一九四二》         | 受傷的女孩儿        |                      |
| 2013年   | 《摩登年代》         | 丢丢                |                      |
| 2013年   | 《宮鎖沉香》         | 兆佳·沉香(童年)     |                      |
| 2014年   | 《同桌的你》         | 周小栀(童年)        |                      |
| 2014年   | 《天才眼鏡狗》       | 佩妮                | 中國大陸版配音       |
| 2015年   | 《唐人街探案》       | 思諾                |                      |
| 2016年   | 《魔宮魅影》         | 孔兰                |                      |
| 2017年   | 《李雷和韓梅梅》     | 韓梅梅              |                      |
| 2018年   | 《快把我哥帶走》     | 時秒                |                      |
| 2018年   | 《你好，之华》       | 周飒然 / 少年袁之华 |                      |
| 2019年   | 《欲念遊戲》         | 萌萌                |                      |
| 2019年   | 《雪人奇緣》         | 小艺                | 中國大陸版配音       |
| 2019年   | 《我和我的祖國》     | 呂瀟然（學生時期）  | 護航篇               |
| 2019年   | 《寵愛》             | 江楠                |                      |
| 2019年   | 《親愛的新年好》     | 小女孩              |                      |
| 2021年   | 《唐人街探案3》      | 思諾                | 客串                 |
| 2021年   | 《我的姐姐》         | 安然                |                      |
| 2021年   | 《秘密訪客》         | 汪楚瞳              |                      |
| 2021年   | 《岁月忽已暮》       | 姜河                | 2016年拍攝，網絡播出 |
| 2021年   | 《中国醫生》         | 张小楓              |                      |
| 2021年   | 《盛夏未来》         | 陳辰                |                      |
| 2021年   | 《再見，少年》       | 黎菲                |                      |
| 2023年   | 《志願軍：雄兵出擊》 | 李晓                |                      |
| 2024年   | 《穿過月亮的旅行》   | 林秀珊              |                      |
| 2024年   | 《危機航線》         | 高小軍              |                      |
| 2024年   | 《志愿军：存亡之战》 | 李晓                |                      |
| 2025年   | 《我會好好的》       | 趙小滿              |                      |
| 2025年   | 《酱园弄·悬案》      | 葉念知              |                      |
| 2025年   | 《花漾少女殺人事件》 | 江寧                |                      |
| 2025年   | 《捕風追影》         | 何秋果              |                      |
| 待播     | 《下一個颱風》       | 林沫沫              |                      |

### 电视剧
| 首播日期 | 剧名                 | 角色         | 备注         |
| -------- | -------------------- | ------------ | ------------ |
| 2008年   | 《电脑娃娃》         | 汪莎莎       |              |
| 2008年   | 《平安是福》         | 小葫芦       |              |
| 2008年   | 《宁为女人》         | 许雪妨       |              |
| 2009年   | 《龙须沟》           | 妞子（童年） |              |
| 2009年   | 《秘密列车》         | 谢甜甜       | 梅花档案3    |
| 2009年   | 《大爱无敌》         | 徐佳佳       |              |
| 2010年   | 《你是我的生命》     | 南冰洁(童年) |              |
| 2010年   | 《我要一個家》       | 孟小露(童年) |              |
| 2011年   | 《妈妈我爱你》       | 章瑶(童年)   |              |
| 2011年   | 《我的父亲是板凳》   | 红儿         |              |
| 2012年   | 《心術》             | 南南         |              |
| 2012年   | 《顧樂家的幸福生活》 | 顧樂         |              |
| 2013年   | 《老爸回家》         | 霍聪         |              |
| 2013年   | 《龙门镖局》         | 小雪绒       |              |
| 2013年   | 《璀璨人生》         | 余非(童年)   |              |
| 2015年   | 《使命召唤》         | 小核桃       | 又名：面具侠 |
| 2016年   | 《小别离》           | 方朵朵       |              |
| 2017年   | 《我们的少年时代》   | 栗梓         |              |
| 2017年   | 《推理笔记》         | 夏早安       | 網絡劇       |
| 2018年   | 《我和两个他》       | 林圆         | 網絡劇       |
| 2022年   | 《天才基本法》       | 林朝夕       |              |
| 2022年   | 《回来的女儿》       | 陈佑希       | 網絡劇       |
| 待播     | 《你一定要幸福呀》   | 梁知安       |              |

## 音樂作品

### 單曲
- 2018年7月26日 愛的奇妙物語   網絡劇《我和兩個他》林圓人物曲
- 2021年3月30日 舉鏡子的女孩   《我的姐姐》電影推廣曲

## 综艺节目
| 日期   | 日期             | 名称                                            | 平台               | 备注 |
| ------ | ---------------- | ----------------------------------------------- | ------------------ | ---- |
| 2022年 | 向往的生活第六季 | 固定嘉宾 合作艺人：何炅、黄磊、彭昱暢、張藝興等 | 湖南卫视           |      |
| 2021年 | 向往的生活第五季 | 固定嘉宾 合作艺人：何炅、黄磊、彭昱暢、張藝興等 | 湖南卫视           |      |
| 2020年 | 国家宝藏第三季   | 国宝“金嵌珍珠天球仪”守护人，饰演王贞仪          | 中央电视台综艺频道 |      |
| 2020年 | 向往的生活第四季 | 固定嘉宾 合作艺人：何炅、黃磊、彭昱暢等         | 湖南卫视           |      |
| 2019年 | 向往的生活第三季 | 固定嘉宾 合作艺人：何炅、黄磊、彭昱暢等         | 湖南卫视           |      |

## 获奖情况
| 年份   | 頒獎典禮                   | 獎項                     | 作品               | 結果 |
| ------ | -------------------------- | ------------------------ | ------------------ | ---- |
| 2012年 | 第31届大眾電影百花奖       | 最佳新人                 | 《唐山大地震》     | 獲獎 |
| 2017年 | 第22届华鼎奖中国百强电视剧 | 最佳女配角               | 《小别离》         | 獲獎 |
| 2017年 | 第5届中英國際電影節        | 最佳新人奖               | 《李雷和韩梅梅》   | 獲獎 |
| 2018年 | 第55届金马奖               | 最佳女配角               | 《你好，之华》     | 提名 |
| 2019年 | 第16屆廣州大學生電影節     | 最佳女配角               | 《你好，之华》     | 提名 |
| 2019年 | 第26屆北京大學生電影節     | 最佳新人獎               | 《快把我哥帶走》   | 提名 |
| 2020年 | 第23届上海国际电影节       | 最受传媒关注女主角       | 《再見，少年》     | 獲獎 |
| 2021年 | 第13屆澳門國際電影節       | 金蓮花獎最佳女主角       | 《盛夏未來》       | 提名 |
| 2021年 | 第15屆亞洲電影大獎         | 最佳女主角               | 《我的姐姐》       | 提名 |
| 2021年 | 第16屆中國長春電影節       | 最佳女主角               | 《我的姐姐》       | 獲獎 |
| 2021年 | 第30屆華鼎獎               | 中國電影最佳女主角       | 《我的姐姐》       | 提名 |
| 2021年 | 第34屆中國電影金雞獎       | 最佳女主角               | 《我的姐姐》       | 提名 |
| 2022年 | 第36届大眾電影百花獎       | 最佳女主角               | 《我的姐姐》       | 提名 |
| 2022年 | 第1屆澳涞坞五大洲电影节    | 最佳女主角               | 《我的姐姐》       | 提名 |
| 2022年 | 第16屆華語青年電影周       | 年度新銳女演員           | 《我的姐姐》       | 獲獎 |
| 2022年 | 第2屆澳淶塢金榆花獎        | 最佳女主角               | 《我的姐姐》       | 獲獎 |
| 2023年 | 第19屆中國電影華表獎       | 优秀女演员               | 《我的姐姐》       | 獲獎 |
| 2024年 | 第37屆中國電影金雞獎       | 最佳女主角               | 《穿过月亮的旅行》 | 提名 |
| 2025年 | 第32屆北京大學生電影節     | 最受大學生歡迎年度女演員 | 《下一個颱風》     | 獲獎 |